# Okpo

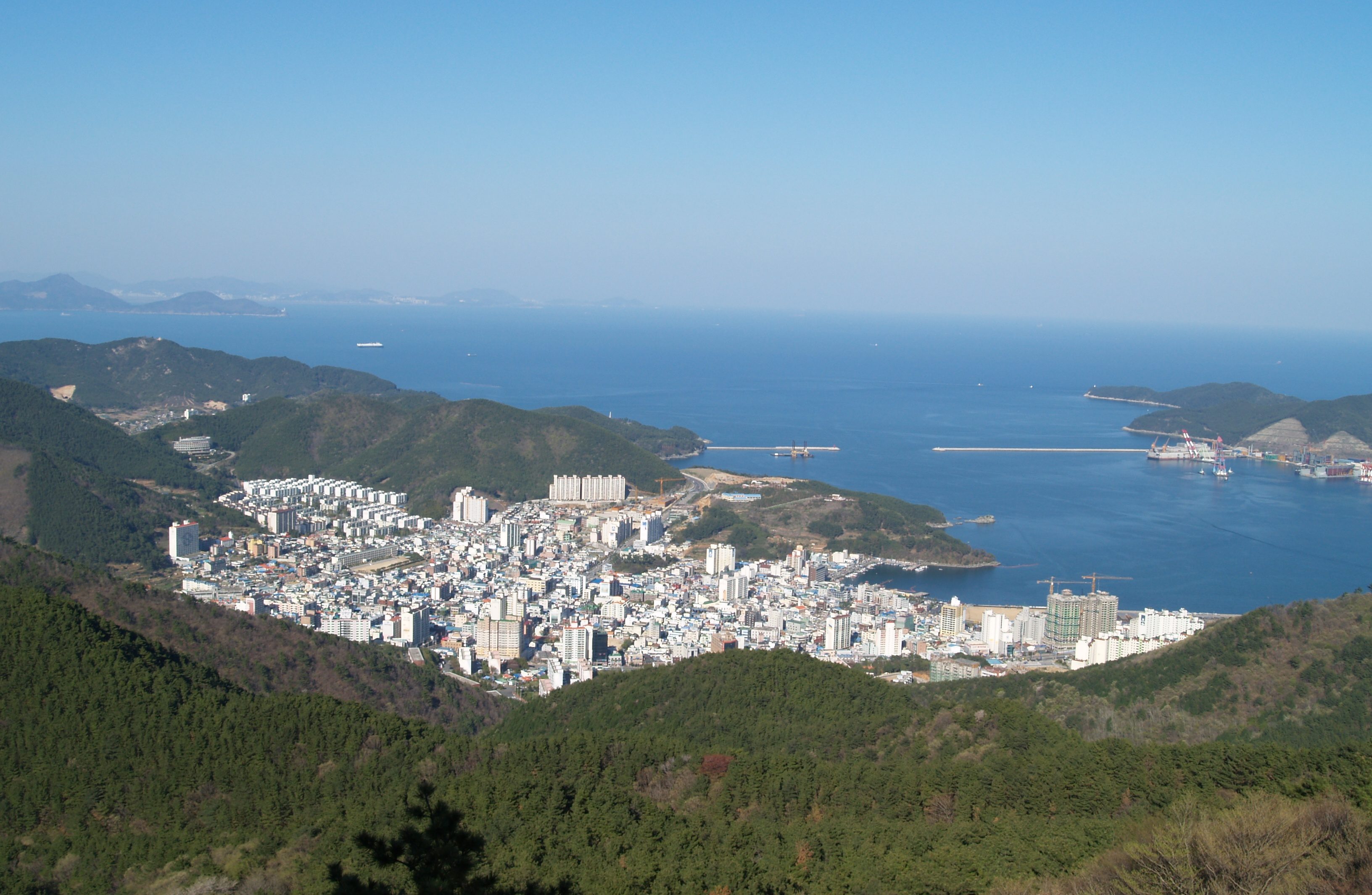
Panorama d'Okpo

Okpo est un dong (quartier) de la ville de Geoje dans la province du Gyeongsang du Sud, en Corée du Sud. Le village est situé sur le côté oriental de l'Île de Geoje.
Daewoo Shipbuilding & Marine Engineering y à son principal chantier naval et de nombreux ouvriers y logent.
Okpo possédait un parc d'attractions nommé Okpo Land, dont l'existence a été marquée par de nombreux accidents parfois mortels, en partie causés par l'inaction du directeur, qui a finalement pris la fuite, contraignant le parc à fermer courant 1999. Laissé à l'abandon, il a finalement été démoli en 2011, laissant place à un projet de complexe hôtelier.